# تعلم قائم على الظواهر
التعلم القائم على الظواهر هو شكل بنائي من التعلم أو أصول التدريس، حيث يدرس الطلاب موضوعًا أو مفهومًا في منهج شمولي بدلاً من منهج قائم على الموضوع.
يشمل التعلم المبني على الظواهر كلاً من التعلم الموضعي (المعروف أيضًا باسم التعلم أو التدريس المبني على الموضوع)، حيث تكون الظاهرة التي تمت دراستها موضوعًا أو حدثًا أو حقيقة محددة، والتعلم الموضوعي (المعروف أيضًا باسم التعلم أو التعليمات المبنية على الموضوع)، حيث الظاهرة المدروسة هي مفهوم أو فكرة. ظهر التعلم القائم على الظاهرة كرد فعل على فكرة أن التعلم التقليدي القائم على الموضوع قد عفا عليه الزمن وتم إزالته من العالم الحقيقي ولا يقدم النهج الأمثل لتطوير مهارات القرن الحادي والعشرين. وقد تم استخدامه في مجموعة واسعة من مؤسسات التعليم العالي ومؤخرا في المدارس الابتدائية.